# Хлебная площадь (Екатеринбург)

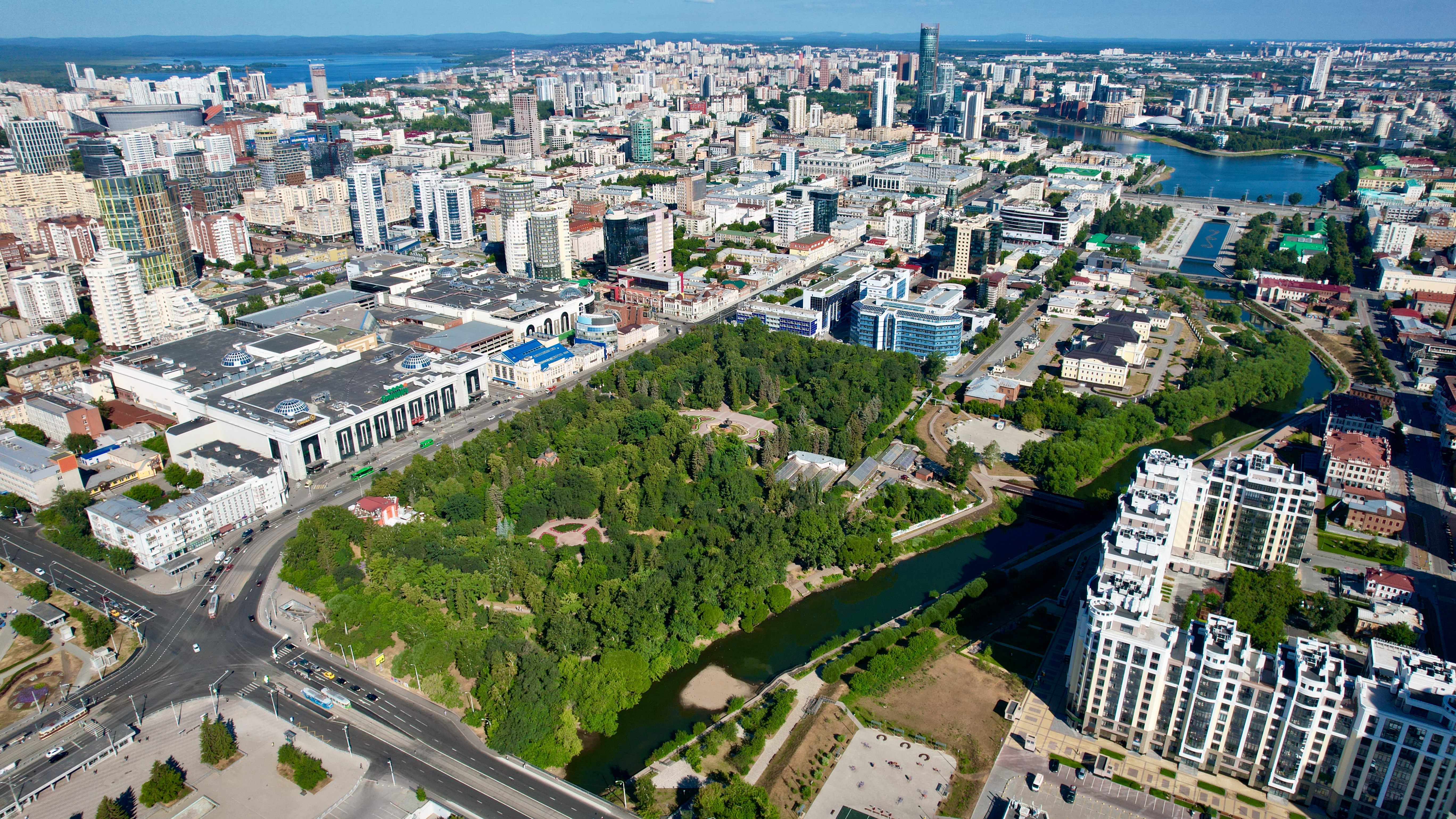
Дендропарк на месте бывшей площади

Хле́бная пло́щадь (Хлебный рынок) — упразднённая площадь в жилом районе «Центральный» Ленинского административного района Екатеринбурга. Располагалась на территории, ограниченной с севера улицей Радищева, с запада — улицей 8 Марта, с юга — улицей Куйбышева, с востока — рекой Исетью. В 1948 году на месте площади был устроен дендрологический парк.

## История
На планах Екатеринбурга последней четверти XVIII века на месте площади вблизи устья притока Исети — реки Ключик (Окулинка) обозначен небольшой участок, свободный от застройки. План 1804 года и более поздние показывают на участке будущей площади жилую застройку, но после пожара на этом месте, в 1825 году был открыт Хлебный рынок. Официальный статус рыночной площадь приобрела на генеральном плане города 1829 года. В северной части площади стояли многочисленные деревянные лавки, а в южной располагались лабазы. Главным образом, на площади торговали хлебом и всеми товарами, с ним связанными.
В 1887 году на Хлебной площади действовало 55 торговцев «хлебом», в основном из числа мещан и крестьян. На площади находились также мясной, обжорный и фруктовый ряды, сенные балаганы, велась мелочная бакалейная торговля. По воскресеньям на площади работали птичий и, отдельно, голубиный рынки. В лавках вдоль Уктусской улицы, выходивших на площадь, велась торговля железом и «железными товарами».
В 1889 году площадь имела длину 200 саженей и ширину около 125 саженей. Через площадь по Уктусской улице проходила мостовая из мелкого камня.
С первой половины XIX века и вплоть до 1861 года на площади действовало «лобное место», где устраивались торговые казни — провинившихся воров и мошенников наказывали кнутом. В 1881 году на этом месте была заложена и через девять лет освящена Александро-Невская часовня в память освобождения крестьян от крепостного права. Крестьяне, приезжающие на рынок, сначала направлялись к часовне, крестились у икон, опускали 3 копейки в кружку, после чего только направлялись к собственным возам. В советское время часовня использовалась под склад лопат и метёлок дендропарка. Сейчас часовня отреставрирована и открыта для верующих.
Хлебный рынок был местом нахождения ряда культурных учреждений: передвижных театров, балаганов, музеев диковин — паноптикумов и кунсткамеры.
В 1930-е годы Хлебную площадь упразднили. В 1948 году на её бывшей территории началось устройство дендрологического парка с фонтаном-чашей у входа. В 1998 году накануне празднования 275-летия Екатеринбурга была полностью отреставрирована ограда парка, металлическая решётка которой некогда украшала сквер на плотине Городского пруда. На одной из аллей парка установлен монумент в память пропавших без вести в Великой Отечественной войне и иных войнах.